# 地域医療機能推進機構大阪病院附属看護専門学校

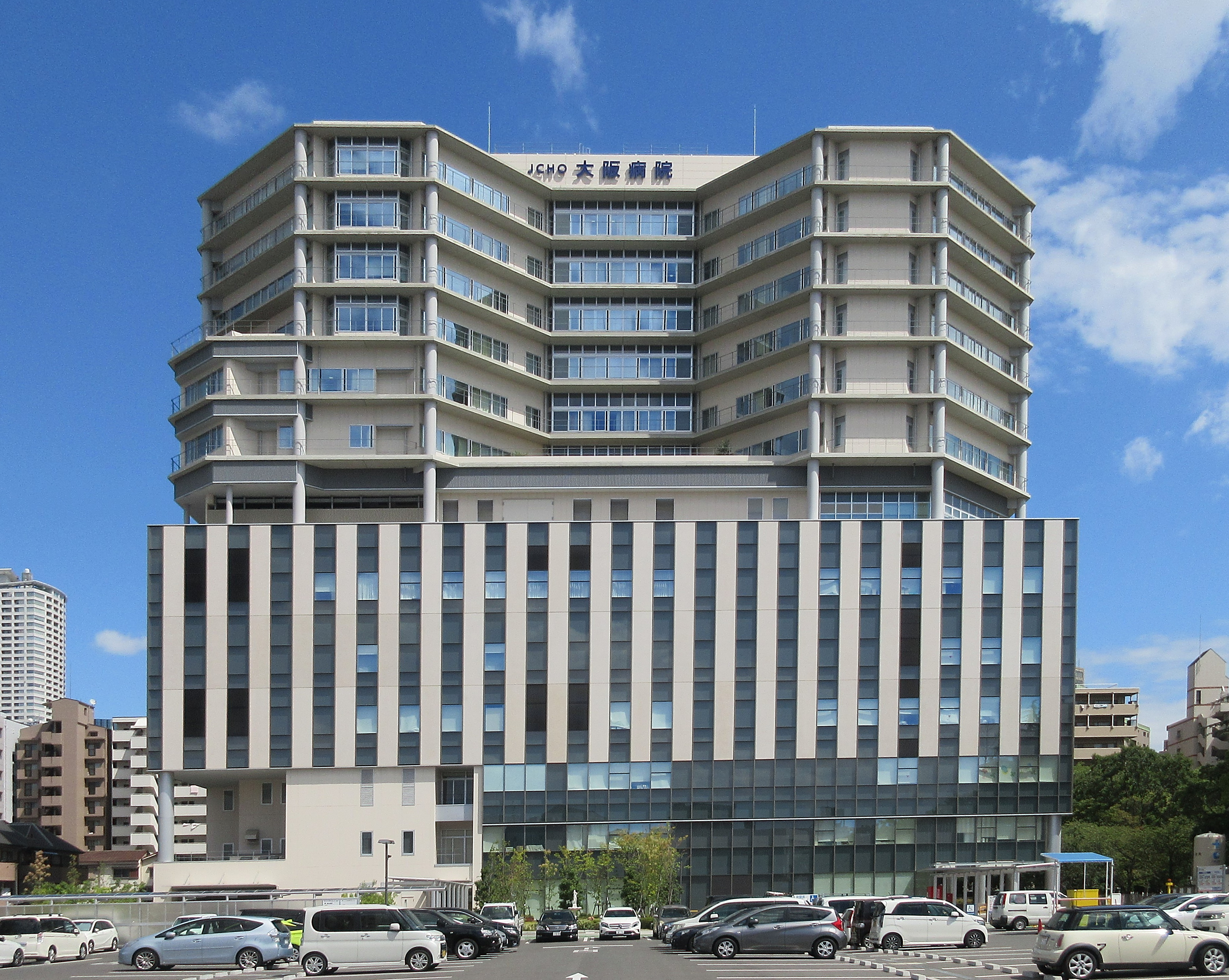
地域医療機能推進機構大阪病院

地域医療機能推進機構大阪病院附属看護専門学校（ちいきいりょうきのうすいしんきこうおおさかびょういんふぞくかんごせんもんがっこう）は、独立行政法人地域医療機能推進機構が設置する大阪府大阪市福島区の地域医療機能推進機構大阪病院の附属看護専門学校である。
2012年から2020年の9年間、看護師国家家試験合格率100％を誇る。卒業後は地域医療機能推進機構大阪病院はじめ、他の地域医療機能推進機構の運営する病院や、その他の病院へ就職している。また、大阪大学、大阪府立大学、大阪市立大学、京都府立大学などへの大学や助産師学校への進学者もいる。

## 沿革
（この節の出典）
- 1958年（昭和33年）4月16日 - 厚生年金大阪看護高等学院開設。定員20名。
- 1961年（昭和36年）3月 - 大阪厚生年金病院（現：地域医療機能推進機構大阪病院）の敷地内に寄宿舎設立。
- 1973年（昭和48年） - 1学年の定員数を30名に増員。
- 1976年（昭和51年） - 専修学校への移行の許可申請。
- 1977年（昭和52年） - 1学年の定員数を40名に増員。
- 1978年（昭和53年）4月1日 - 専修学校として認可され、大阪厚生年金看護専門学校と改称。
- 1988年（昭和63年） - 新校舎設立
- 1995年（平成7年） - 兵庫県西宮市に寄宿舎を建設・移転
- 2014年（平成26年）4月1日 - 大阪病院附属看護専門学校と改称
- 2020年（令和2年）3月 - 寄宿舎閉鎖。

## 学科
- 看護専門課程看護科（3年課程）

## 取得できる資格・免許状
- 専門士（看護専門課程）称号[3]
- 看護師国家試験受験資格[2]

- 助産師・保健師学校受験資格[2]
- 四年制大学編入資格[1]

## 交通アクセス
- JR東西線「新福島駅」より徒歩5分[4]
- JR大阪環状線「福島駅」より徒歩10分
- 阪神本線「福島駅」より徒歩10分
- 京阪中之島線「中之島駅」より徒歩5分